# Коліушко Ігор Борисович
Ігор Борисович Коліушко (нар. 18 червня 1965, м. Лохвиця Полтавської області) — український політик і науковець. Засновник та голова правління Центру політико-правових реформ.

## Біографія
Ігор Коліушко народився 18 червня 1965 р. у м. Лохвиця Полтавської області. 
Двічі закінчив Львівський університет імені Івана Франка: 1989 р. — фізичний факультет, а 2000 р. — юридичний факультет. 
Громадсько-політичну діяльність розпочав у 1987 р., вступивши в Товариство Лева.

## Наукова діяльність
Експерт з публічного права, автор та співавтор близько 40 законопроєктів розглянутих Верховною Радою України. Автор понад 40 наукових публікацій з проблематики публічного права, в тому числі монографії «Виконавча влада та проблеми адміністративної реформи в Україні» (2002).
Викладач кафедри державно-правових наук факультету правничих наук Національного університету «Києво-Могилянська Академія».

## Політична діяльність
11 травня 1994 — 12 травня 1998 — Народний депутат України 2-го скликання, обраний по одномандатному Буському виборчому округу № 272, Львівська область, висунутий виборцями. Член групи «Реформи». Секретар Комітету з питань правової політики і судово-правової реформи. На Парламентських виборах в Україні 1998 року балотувався по 119 виборчому окрузі, але поступився Олегу Тягнибоку — за кандидатуру Ігоря Коліушка проголосувало 9507 виборця чи 7,03%, п'яте місце.
12 травня 1998 — 14 травня 2002 — Народний депутат України 3-го скликання, обраний по багатомандатному загальнодержавному округу. Член Народно-демократичної партії. Член фракції НДП (05.1998-06.1999). Член фракції ПРП — «Реформи-Конгрес». Перший заступник голови Комітету з питань правової політики — голова підкомітету з адміністративної реформи.
- радник Президента України (2005—2006),
- член державної комісії з проведення адміністративної реформи в Україні (1997—2001),
- член комісій зі зміцнення демократії та верховенства права (з 2005 та з 2010),
- член Вищої кваліфікаційної комісії суддів України (2006—2007),
- член багатьох робочих груп з розробки законопроєктів з правої політики.

## Громадська діяльність
- Член Товариства Лева (з 1987).